# Rugby à sept aux Jeux olympiques d'été de 2024
Navigation
Tokyo 2020 Los Angeles 2028
Les épreuves de rugby à sept des Jeux olympiques d'été de 2024 se déroulent du 24 au 30 juillet au Stade de France. Pour la troisième participation de la discipline aux Jeux olympiques, 24 équipes (12  équipes masculines et 12 équipes féminines) sont encore qualifiées pour un total de 288 athlètes.  Alors que chez les hommes, l'équipe des Fidji restait invaincue depuis l'introduction de la discipline en 2016 à Rio, la France la domine en finale au Stade de France le 27 juillet et remporte la médaille d'or.  

## Format de la compétition

### Accueil
Le comité d'organisation décide d'organiser la compétition au Stade de France, qui a déjà accueilli des matchs de rugby lors de la Coupe du monde 2007 et un an auparavant, pour la Coupe du monde 2023. 
Les épreuves d'athlétisme débutent 2 jours après la deuxième finale.

### Format
Deux compétitions sont organisées, une féminine et une masculine qui ont le même format. Douze équipes sont qualifiées et réparties en trois poules de quatre équipes. Les deux premiers de chaque poule ainsi que les deux meilleurs troisièmes sont qualifiés en quart de finale. Les équipes s'affrontent sur une seule rencontre et la compétition prévoit des matchs de classement.

### Qualifications
Le Comité international olympique et World Rugby ont ratifié et publié les critères de qualification pour Paris 2024. Le pays hôte, la France, a une place de quota directe dans les tournois masculin et féminin, le reste du quota total étant attribué aux Comités nationaux olympiques (CNO) éligibles sur trois parcours de qualification.
Les quatre meilleures équipes à la fin des séries mondiales masculines et féminines obtiennent les places pour leur CNO respectif.
Un tournoi de qualification olympique est organisé par chaque association régionale de World Rugby (Afrique, Asie, Europe, Océanie, Amérique du Nord et Amérique du Sud) entre le 31 mai 2023 et le 31 décembre 2023. Le vainqueur de chacun de ces tournois désignés empochera une place de quota pour son CNO.
Pour compléter le groupe de douze équipes, la place restante est attribuée au vainqueur du tournoi final de qualification olympique programmé avant le 24 juin 2024.

### Calendrier
Le tournoi masculin commence avant la cérémonie d’ouverture. Le tournoi féminin suit du 28 au 30 juillet.
| - P : matchs de poule - C : matchs de classement - ¼ : quarts de finale - ½ : demi-finales - f : match pour la médaille de bronze - F : finale - A : Session d'après-midi - S : Session en soirée |

| Date → Compétition ↓ | 24 | 24 | 25 | 25 | 25 | 26 | 27 | 27 | 27 | 27 | 27 | 28 | 28 | 29 | 29 | 29 | 30 | 30 | 30 | 30 | 30 |
| Date → Compétition ↓ | A  | S  | A  | S  | S  |    | A  | A  | S  | S  | S  | A  | S  | A  | S  | S  | A  | A  | S  | S  | S  |
| -------------------- | -- | -- | -- | -- | -- | -- | -- | -- | -- | -- | -- | -- | -- | -- | -- | -- | -- | -- | -- | -- | -- |
| Tournoi masculin     | P  | P  | P  | C  | ¼  |    | C  | ½  | C  | f  | F  |    |    |    |    |    |    |    |    |    |    |
| Tournoi féminin      |    |    |    |    |    |    |    |    |    |    |    | P  | P  | P  | C  | ¼  | C  | ½  | C  | f  | F  |

## Compétitions

### Masculine

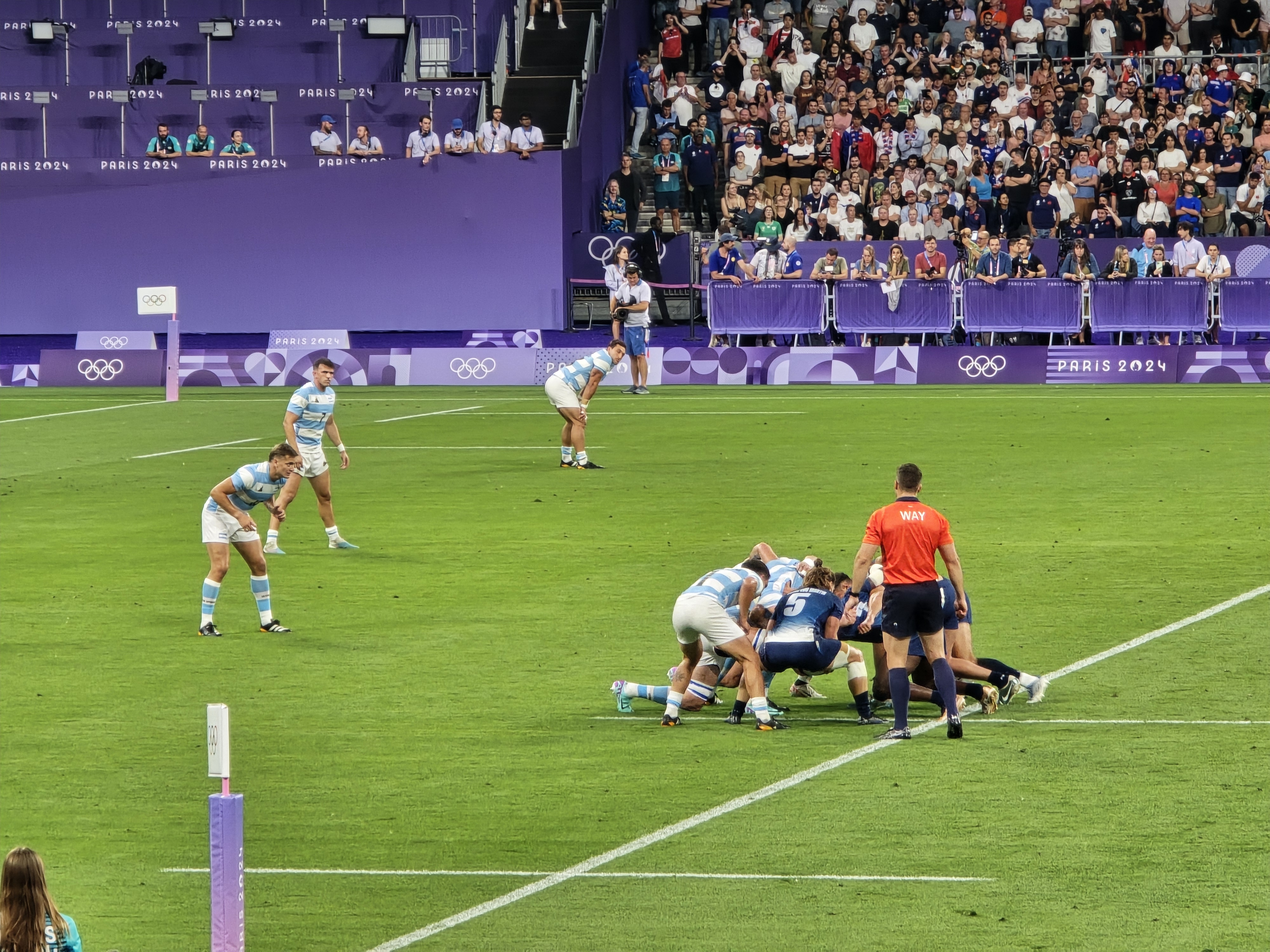
Mêlée lors du match opposant la France à l'Argentine en quart de finale.

#### Participants

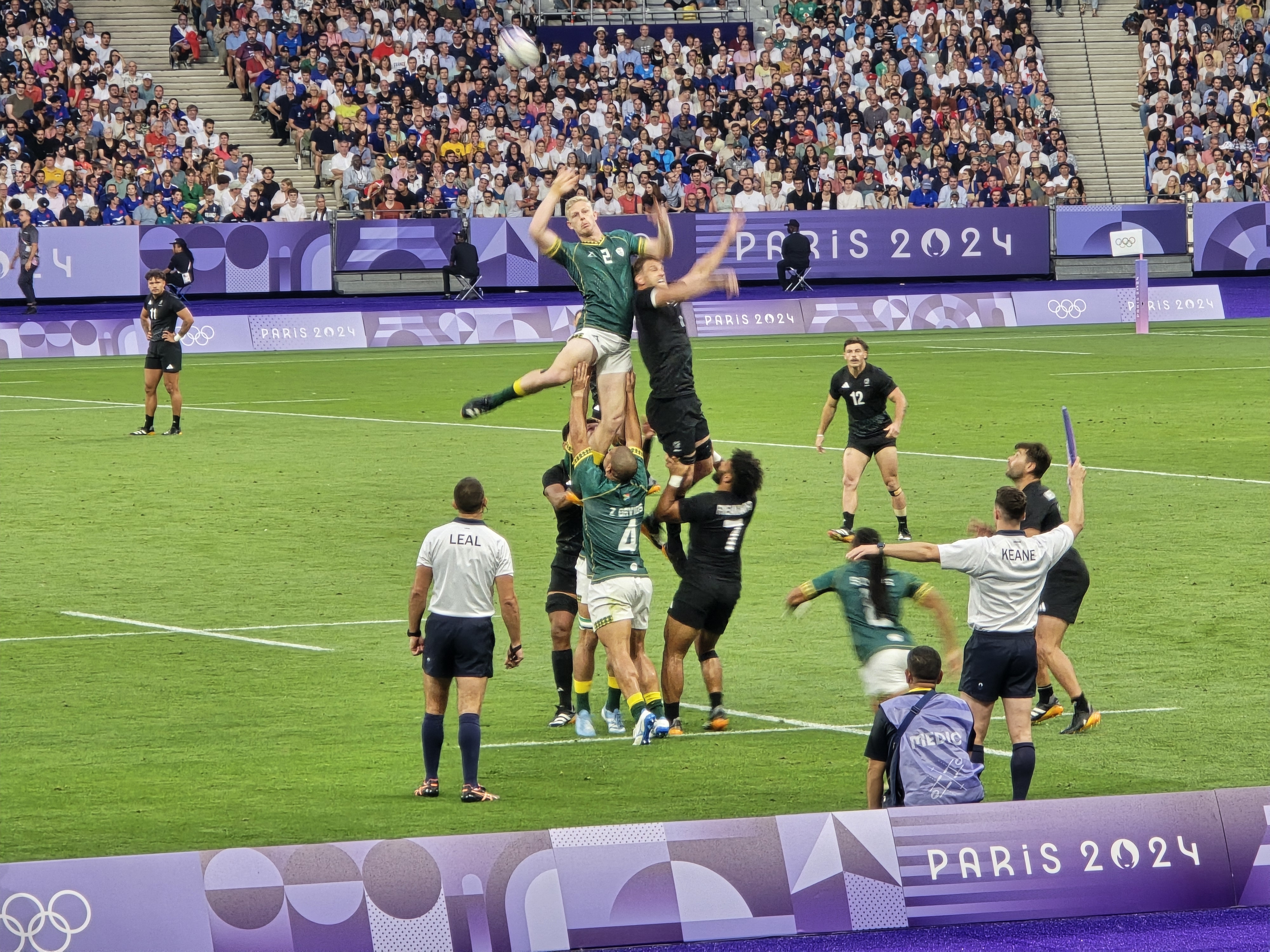
Touche lors du match opposant la Nouvelle-Zélande à l'Afrique du Sud en quart de finale.

| Compétition                                 | Dates                         | Lieu(x)           | Places | Qualifiés        |
| ------------------------------------------- | ----------------------------- | ----------------- | ------ | ---------------- |
| Pays organisateur                           | Pays organisateur             | Pays organisateur | 1      | France           |
| Série mondiale 2022-2023                    | 4 novembre 2022 – 21 mai 2023 | Multiples         | 4      | Nouvelle-Zélande |
| Série mondiale 2022-2023                    | 4 novembre 2022 – 21 mai 2023 | Multiples         | 4      | Argentine        |
| Série mondiale 2022-2023                    | 4 novembre 2022 – 21 mai 2023 | Multiples         | 4      | Fidji            |
| Série mondiale 2022-2023                    | 4 novembre 2022 – 21 mai 2023 | Multiples         | 4      | Australie        |
| Tournoi de qualification sud-américain 2023 | 17-18 juin 2023               | Montevideo        | 1      | Uruguay          |
| Jeux européens de 2023                      | 25-27 juin 2023               | Cracovie          | 1      | Irlande          |
| Championnat d'Amérique du Nord 2023         | 19-20 août 2023               | Langford          | 1      | États-Unis       |
| Championnat d'Afrique 2023                  | 16-17 septembre 2023          | Harare            | 1      | Kenya            |
| Championnat d'Océanie 2023                  | 10-12 novembre 2023           | Brisbane          | 1      | Samoa            |
| Tournoi de qualification asiatique 2023     | 18-19 novembre 2023           | Osaka             | 1      | Japon            |
| Tournoi de repêchage 2024                   | 21-23 juin 2024               | Monaco            | 1      | Afrique du Sud   |
| Total                                       | –                             | –                 | 12     | –                |

### Féminine

#### Participants
| Compétition                                 | Date                          | Lieu              | Places | Qualifiés        |
| ------------------------------------------- | ----------------------------- | ----------------- | ------ | ---------------- |
| Pays organisateur                           | Pays organisateur             | Pays organisateur | 1      | France           |
| Série mondiale 2022-2023                    | 4 novembre 2022 - 14 mai 2023 | Multiple          | 4      | Nouvelle-Zélande |
| Série mondiale 2022-2023                    | 4 novembre 2022 - 14 mai 2023 | Multiple          | 4      | Australie        |
| Série mondiale 2022-2023                    | 4 novembre 2022 - 14 mai 2023 | Multiple          | 4      | États-Unis       |
| Série mondiale 2022-2023                    | 4 novembre 2022 - 14 mai 2023 | Multiple          | 4      | Irlande          |
| Tournoi de qualification sud-américain 2023 | 17-18 juin 2023               | Montevideo        | 1      | Brésil           |
| Jeux européens de 2023                      | 25-27 juin 2023               | Cracovie          | 1      | Grande-Bretagne  |
| Championnat d'Amérique du Nord 2023         | 19-20 août 2023               | Langford          | 1      | Canada           |
| Championnat d'Afrique 2023                  | 14-15 octobre 2023            | Monastir          | 1      | Afrique du Sud   |
| Championnat d'Océanie 2023                  | 10-12 novembre 2023           | Brisbane          | 1      | Fidji            |
| Tournoi de qualification asiatique 2023     | 18-19 novembre 2023           | Osaka             | 1      | Japon            |
| Tournoi de repêchage 2024                   | 21-23 juin 2024               | Monaco            | 1      | Chine            |
| Total                                       |                               |                   | 12     |                  |

## Résultats

### Podiums
| Épreuves                   | Or | Argent | Bronze |
| -------------------------- | --- | --- | --- |
| Hommes résultats détaillés | France- Jean-Pascal Barraque - Antoine Dupont - Théo Forner - Aaron Grandidier - Jefferson-Lee Joseph - Stephen Parez - Varian Pasquet - Rayan Rebbadj - Paulin Riva - Jordan Sepho - Andy Timo - Antoine Zeghdar - Nelson Épée | Fidji- Ponepati Loganimasi (en) - Iosefo Masi - Jeremaia Matana - Sevuloni Mocenacagi (en) - Waisea Nacuqu (en) - Josaia Raisuqe - Kaminieli Rasaku - Selestino Ravutaumada - Joseva Talacolo - Iowane Teba (en) - Terio Tamani (en) - Jerry Tuwai              | Afrique du Sud- Selvyn Davids - Zain Davids - Christie Grobbelaar - Tristan Leyds - Quewin Nortje - Ryan Oosthuizen - Tiaan Pretorius - Siviwe Soyizwapi (en) - Roscko Speckman - Shilton van Wyk - Impi Visser - Shaun Williams (en) |
| Femmes résultats détaillés | Nouvelle-Zélande- Michaela Blyde - Jazmin Felix-Hotham - Sarah Hirini - Tyla King - Jorja Miller - Manaia Nuku - Mahina Paul - Risaleeana Pouri-Lane - Alena Saili - Theresa Setefano - Stacey Waaka - Portia Woodman-Wickliffe | Canada- Olivia Apps - Fancy Bermudez - Alysha Corrigan - Caroline Crossley - Chloe Daniels - Asia Hogan-Rochester - Piper Logan - Carissa Norsten - Krissy Scurfield - Florence Symonds - Keyara Wardley - Charity Williams - Taylor Perry - Shalaya Valenzuela | États-Unis- Ariana Ramsey - Ilona Maher - Kayla Canett - Sammy Sullivan - Alev Kelter - Lauren Doyle - Naya Tapper - Alex Sedrick - Alena Olsen - Stephanie Rovetti - Sarah Levy - Kristi Kirshe                                      |

### Tableau des médailles
| Rang  | Nation           | Or | Argent | Bronze | Total |
| ----- | ---------------- | -- | ------ | ------ | ----- |
| 1     | France           | 1  | 0      | 0      | 1     |
| 1     | Nouvelle-Zélande | 1  | 0      | 0      | 1     |
| 2     | Fidji            | 0  | 1      | 0      | 1     |
| 2     | Canada           | 0  | 1      | 0      | 1     |
| 3     | Afrique du Sud   | 0  | 0      | 1      | 1     |
| 3     | États-Unis       | 0  | 0      | 1      | 1     |
| Total | Total            | 2  | 2      | 2      | 6     |